# McLeods Töchter/Episodenliste
Diese Episodenliste enthält alle Episoden der australischen Dramaserie McLeods Töchter, sortiert nach der australischen Erstausstrahlung. Zwischen 2001 und 2008 entstanden in acht Staffeln 224 Episoden mit einer Länge von jeweils etwa 45 Minuten.

## Übersicht
| Staffel | Episodenanzahl | Erstausstrahlung Australien | Erstausstrahlung Australien | Deutschsprachige Erstausstrahlung | Deutschsprachige Erstausstrahlung |
| Staffel | Episodenanzahl | Staffelpremiere             | Staffelfinale               | Staffelpremiere                   | Staffelfinale                     |
| ------- | -------------- | --------------------------- | --------------------------- | --------------------------------- | --------------------------------- |
| 1       | 22             | 8. August 2001              | 20. März 2002               | 19. Januar 2006                   | 17. Februar 2006                  |
| 2       | 22             | 27. März 2002               | 16. Oktober 2002            | 20. Februar 2006                  | 21. März 2006                     |
| 3       | 30             | 12. Februar 2003            | 29. Oktober 2003            | 22. März 2006                     | 5. Mai 2006                       |
| 4       | 32             | 11. Februar 2004            | 24. November 2004           | 8. Mai 2006                       | 23. Juni 2006                     |
| 5       | 32             | 9. Februar 2005             | 30. November 2005           | 26. Juni 2006                     | 8. August 2006                    |
| 6       | 32             | 15. Februar 2006            | 29. November 2006           | 17. Januar 2007                   | 1. März 2007                      |
| 7       | 32             | 7. Februar 2007             | 17. Oktober 2007            | 20. August 2008                   | 2. Oktober 2008                   |
| 8       | 22             | 23. Juli 2008               | 29. Januar 2009             | 6. Oktober 2008                   | 4. November 2008                  |

## Staffel 1
Die Erstausstrahlung der ersten Staffel war vom 8. August 2001 bis zum 20. März 2002 auf dem australischen Sender Nine Network zu sehen. Die deutschsprachige Erstausstrahlung strahlte der deutsche Free-TV-Sender VOX vom 19. Januar bis zum 17. Februar 2006 aus.
| Nr. (ges.) | Nr. (St.) | Deutscher Titel             | Originaltitel             | Erstausstrahlung Australien | Deutschsprachige Erstausstrahlung (D) | Regie              | Drehbuch                      |
| ---------- | --------- | --------------------------- | ------------------------- | --------------------------- | ------------------------------------- | ------------------ | ----------------------------- |
| 1          | 1         | Willkommen daheim           | Welcome Home              | 8. Aug. 2001                | 19. Jan. 2006                         | Chris Martin Jones | Michaeley O’Brien             |
| 2          | 2         | Das schwarze Schaf          | Ducks On The Pond         | 15. Aug. 2001               | 20. Jan. 2006                         | Kay Pavlou         | Margaret Wilson               |
| 3          | 3         | Rowdies und Rodeo           | Don’t Mess With The Girls | 22. Aug. 2001               | 23. Jan. 2006                         | Chris Martin Jones | Charlie Strachan              |
| 4          | 4         | Wer ist hier der Boss?      | Who’s The Boss            | 5. Sep. 2001                | 24. Jan. 2006                         | Kay Pavlou         | Claire Haywood & Sarah Smith  |
| 5          | 5         | Schweren Herzens            | Taking The Reins          | 19. Sep. 2001               | 25. Jan. 2006                         | Donald Crombie     | Jackie McKimmie & Alexa Wyatt |
| 6          | 6         | Der erste Kuss              | Reality Bites             | 26. Sep. 2001               | 26. Jan. 2006                         | Donald Crombie     | Margaret Wilson               |
| 7          | 7         | In Nöten                    | Pride & Joy               | 3. Okt. 2001                | 27. Jan. 2006                         | Donald Crombie     | John Honey                    |
| 8          | 8         | Lagerkoller                 | Stir Crazy                | 10. Okt. 2001               | 30. Jan. 2006                         | Donald Crombie     | Chris Hawkshaw                |
| 9          | 9         | Schwein gehabt              | Into The Woods            | 17. Okt. 2001               | 31. Jan. 2006                         | Kay Pavlou         | Louise Crane                  |
| 10         | 10        | Erste Hilfe                 | Haunted                   | 24. Okt. 2001               | 1. Feb. 2006                          | Kay Pavlou         | Chris Hawkshaw                |
| 11         | 11        | Das Erste Mal               | Who’s A Big Girl Now?     | 31. Okt. 2001               | 2. Feb. 2006                          | Chris Martin Jones | Dave Warner                   |
| 12         | 12        | Ungezähmt                   | Pandora’s Box             | 7. Nov. 2001                | 3. Feb. 2006                          | Chris Martin Jones | Deborah Parsons & Alexa Wyatt |
| 13         | 13        | Schutt und Asche            | Love of My Life           | 14. Nov. 2001               | 6. Feb. 2006                          | Donald Crombie     | Giula Sandler                 |
| 14         | 14        | Auf frischer Tat            | Dirty Pool                | 21. Nov. 2001               | 7. Feb. 2006                          | Donald Crombie     | Michaeley O’Brien             |
| 15         | 15        | Vorsicht Gift!              | If The Boots Fit          | 28. Nov. 2001               | 8. Feb. 2006                          | Kay Pavlou         | Cathy Strickland              |
| 16         | 16        | Im Angesicht des Todes      | Playing To Win            | 5. Dez. 2001                | 9. Feb. 2006                          | Karl Zwicky        | Marieke Hardy & Alexa Wyatt   |
| 17         | 17        | Der Lockvogel               | Girls Night Out           | 13. Feb. 2002               | 10. Feb. 2006                         | Kay Pavlou         | Louise Crane                  |
| 18         | 18        | In der Klemme               | More Than One Way         | 20. Feb. 2002               | 13. Feb. 2006                         | Karl Zwicky        | Sally Webb                    |
| 19         | 19        | Ein Italiener zum Verlieben | The Italian Stallion      | 27. Feb. 2002               | 14. Feb. 2006                         | Donald Crombie     | Dave Warner                   |
| 20         | 20        | Liebeskummer                | Lover Come Back           | 6. März 2002                | 15. Feb. 2006                         | Donald Crombie     | Michaeley O’Brien             |
| 21         | 21        | Ein verlockendes Angebot    | Friends Like These        | 13. März 2002               | 16. Feb. 2006                         | Geoff Bennett      | John Honey & Chris Hawkshaw   |
| 22         | 22        | Unter Verdacht              | Deep Water                | 20. März 2002               | 17. Feb. 2006                         | Geoff Bennett      | Sarah Smith                   |

## Staffel 2
Die Erstausstrahlung der zweiten Staffel war vom 27. März bis zum 16. Oktober 2002 auf dem australischen Sender Nine Network zu sehen. Die deutschsprachige Erstausstrahlung strahlte der deutsche Free-TV-Sender VOX vom 20. Februar bis zum 21. März 2006 aus.
| Nr. (ges.) | Nr. (St.) | Deutscher Titel        | Originaltitel              | Erstausstrahlung Australien | Deutschsprachige Erstausstrahlung (D) | Regie              | Drehbuch                     |
| ---------- | --------- | ---------------------- | -------------------------- | --------------------------- | ------------------------------------- | ------------------ | ---------------------------- |
| 23         | 1         | Die Hanf-Plantage      | The Drovers Connection     | 27. März 2002               | 20. Feb. 2006                         | Robert Klenner     | Chris Hawkshaw & Sarah Smith |
| 24         | 2         | Das Findelkind         | Through The Looking Glass  | 3. Apr. 2002                | 21. Feb. 2006                         | Robert Klenner     | David Phillips               |
| 25         | 3         | Jagdfieber             | Desperate Measures         | 10. Apr. 2002               | 22. Feb. 2006                         | Lewis Fitz Gerald  | Chris McCourt                |
| 26         | 4         | Auf dem Trockenen      | The Bore War               | 17. Apr. 2002               | 23. Feb. 2006                         | Lewis Fitz Gerald  | Alexa Wyatt                  |
| 27         | 5         | Der verlorene Vater    | Hello Stranger             | 24. Apr. 2002               | 24. Feb. 2006                         | Donald Crombie     | Michaeley O'Brien            |
| 28         | 6         | Alles im Eimer         | A Dry Spell                | 1. Mai 2002                 | 27. Feb. 2006                         | Donald Crombie     | Chris Phillips               |
| 29         | 7         | Drei sind einer zuviel | Three’s A Crowd            | 8. Mai 2002                 | 28. Feb. 2006                         | Karl Zwicky        | Chris Pearce & Alexa Wyatt   |
| 30         | 8         | Doppelleben            | The Bridle Waltz           | 15. Mai 2002                | 1. März 2006                          | Karl Zwicky        | Robert Dudley & Alexa Wyatt  |
| 31         | 9         | Schwere Entscheidung   | To Have & To Hold          | 3. Juli 2002                | 2. März 2006                          | Chris Martin-Jones | Chris McCourt & Sarah Smith  |
| 32         | 10        | In letzter Sekunde     | Home Is Where The Heart Is | 10. Juli 2002               | 3. März 2006                          | Chris Martin-Jones | Ysabelle Dean                |
| 33         | 11        | Mit List und Tücke     | Wildfire                   | 17. Juli 2002               | 6. März 2006                          | Ian Gilmour        | Sally Webb                   |
| 34         | 12        | Fuchsteufelswild       | Hounded                    | 24. Juli 2002               | 7. März 2006                          | Ian Gilmour        | Dave Warner                  |
| 35         | 13        | Auf großer Tour        | Steer Trek                 | 31. Juli 2002               | 8. März 2006                          | Karl Zwicky        | David Phillips & Alexa Wyatt |
| 36         | 14        | Das Zuchtprogramm      | Brave J                    | 7. Aug. 2002                | 9. März 2006                          | Karl Zwicky        | Louise Crane                 |
| 37         | 15        | Ganz oder gar nicht    | You Can Leave Your Hat On  | 14. Aug. 2002               | 10. März 2006                         | Chris Martin-Jones | Giula Sandler                |
| 38         | 16        | Ausgetrickst           | Stripped Bare              | 21. Aug. 2002               | 13. März 2006                         | Chris Martin-Jones | Chris Hawkshaw               |
| 39         | 17        | Schäferstündchen       | Blame It On The Moonlight  | 4. Sep. 2002                | 14. März 2006                         | Donald Crombie     | Chris McCourt                |
| 40         | 18        | Mit harten Bandagen    | Made To Be Broken          | 18. Sep. 2002               | 15. März 2006                         | Donald Crombie     | Ysabelle Dean                |
| 41         | 19        | Falsches Spiel         | Best Of Enemies            | 25. Sep. 2002               | 16. März 2006                         | Robert Klenner     | David Phillips               |
| 42         | 20        | Neuanfänge             | Wind Change                | 2. Okt. 2002                | 17. März 2006                         | Robert Klenner     | Chris Phillips               |
| 43         | 21        | Der Jahrmarkt          | No More Mr Nice Guy        | 9. Okt. 2002                | 20. März 2006                         | Karl Zwicky        | Sarah Smith                  |
| 44         | 22        | Ende mit Schrecken     | Future Perfect             | 16. Okt. 2002               | 21. März 2006                         | Karl Zwicky        | Chris Hawkshaw               |

## Staffel 3
Die Erstausstrahlung der dritten Staffel war vom 12. Februar bis zum 29. Oktober 2003 auf dem australischen Sender Nine Network zu sehen. Die deutschsprachige Erstausstrahlung strahlte der deutsche Free-TV-Sender VOX vom 22. März bis zum 5. Mai 2006 aus.
| Nr. (ges.) | Nr. (St.) | Deutscher Titel                 | Originaltitel               | Erstausstrahlung Australien | Deutschsprachige Erstausstrahlung (D) | Regie              | Drehbuch                      |
| ---------- | --------- | ------------------------------- | --------------------------- | --------------------------- | ------------------------------------- | ------------------ | ----------------------------- |
| 45         | 1         | Absturz                         | Fairy Tale, Ending          | 12. Feb. 2003               | 22. März 2006                         | Karl Zwicky        | Chris McCourt                 |
| 46         | 2         | Heiratspläne                    | Better The Devil You Know   | 19. Feb. 2003               | 23. März 2006                         | Karl Zwicky        | Vicki Madden                  |
| 47         | 3         | Nur geträumt                    | The Road Home               | 26. Feb. 2003               | 24. März 2006                         | Bill Hughes        | Giula Sandler                 |
| 48         | 4         | Heimliche Affären               | An Affair To Forget         | 5. März 2003                | 27. März 2006                         | Bill Hughes        | Christina Milligan            |
| 49         | 5         | Geständnisse                    | Put To The Test             | 12. März 2003               | 28. März 2006                         | Richard Jasek      | Alexa Wyatt & Robert Armin    |
| 50         | 6         | Die Braut, die sich nicht traut | The Wedding                 | 19. März 2003               | 29. März 2006                         | Richard Jasek      | Jeff Truman                   |
| 51         | 7         | Frauensache                     | Gone To The Dogs            | 2. Apr. 2003                | 30. März 2006                         | Cath Roden         | Ysabelle Dean                 |
| 52         | 8         | Geister der Vergangenheit       | The Ghost Of Things To Come | 9. Apr. 2003                | 31. März 2006                         | Cath Roden         | Denise Morgan                 |
| 53         | 9         | Stunde der Wahrheit             | House Of Cards              | 23. Apr. 2003               | 3. Apr. 2006                          | Karl Zwicky        | Chris McCourt                 |
| 54         | 10        | Gerettet                        | Three Little Words          | 30. Apr. 2003               | 4. Apr. 2006                          | Karl Zwicky        | Dave Warner                   |
| 55         | 11        | Rivalinnen                      | Repeat Offenders            | 7. Mai 2003                 | 5. Apr. 2006                          | Bill Hughes        | Chris Hawkshaw                |
| 56         | 12        | Väter und Söhne                 | Sins Of The Father          | 14. Mai 2003                | 6. Apr. 2006                          | Bill Hughes        | Shane Brennan & Giula Sandler |
| 57         | 13        | Fest im Sattel                  | Jokers To The Right         | 21. Mai 2003                | 7. Apr. 2006                          | Cath Roden         | Margaret Kelly                |
| 58         | 14        | Böser Zauber                    | Chain Reaction              | 28. Mai 2003                | 10. Apr. 2006                         | Cath Roden         | Jeff Truman                   |
| 59         | 15        | Geheime Wege                    | The Awful Truth             | 4. Juni 2003                | 11. Apr. 2006                         | Chris Martin-Jones | Chris McCourt                 |
| 60         | 16        | Das Licht der Welt              | Seeing the Light            | 23. Juli 2003               | 12. Apr. 2006                         | Chris Martin-Jones | Ysabelle Dean                 |
| 61         | 17        | Ohne Namen                      | A Slight Interruption       | 30. Juli 2003               | 13. Apr. 2006                         | Karl Zwicky        | Elizabeth Packett             |
| 62         | 18        | Ein Vater zu viel               | Old Beginnings              | 6. Aug. 2003                | 18. Apr. 2006                         | Karl Zwicky        | Denise Morgan                 |
| 63         | 19        | Spiel mit dem Feuer             | Where There’s Smoke         | 13. Aug. 2003               | 19. Apr. 2006                         | Ali Ali            | Chris Hawkshaw                |
| 64         | 20        | Einsame Herzen                  | Perfect Match               | 20. Aug. 2003               | 20. Apr. 2006                         | Ali Ali            | Jutta Goetze & Giula Sandler  |
| 65         | 21        | Frauenpower                     | Let The Best Man Win        | 27. Aug. 2003               | 21. Apr. 2006                         | Chris Martin-Jones | Chris Pearce & Alexa Wyatt    |
| 66         | 22        | Das Schweigen der Kälber        | Majority Rules              | 6. Sep. 2003                | 24. Apr. 2006                         | Chris Martin-Jones | Chris Hawkshaw                |
| 67         | 23        | Stadtluft                       | The Ties That Blind         | 10. Sep. 2003               | 25. Apr. 2006                         | Karl Zwicky        | Dave Warner                   |
| 68         | 24        | Schwere Zeiten                  | One Step At A Time          | 17. Sep. 2003               | 26. Apr. 2006                         | Karl Zwicky        | Chris McCourt                 |
| 69         | 25        | Zucht und Unordnung             | Time Frames                 | 24. Sep. 2003               | 27. Apr. 2006                         | Ali Ali            | Katherine Thomson             |
| 70         | 26        | Auf der Zielgeraden             | Body Language               | 1. Okt. 2003                | 28. Apr. 2006                         | Ali Ali            | Giula Sandler                 |
| 71         | 27        | Die Neue                        | To Catch A Thief            | 8. Okt. 2003                | 2. Mai 2006                           | Chris Martin-Jones | Christina Milligan            |
| 72         | 28        | Der weiße Hengst                | My Noon, My Midnight        | 15. Okt. 2003               | 3. Mai 2006                           | Chris Martin-Jones | Chris Hawkshaw                |
| 73         | 29        | Langer Abschied                 | The Long Goodbye            | 22. Okt. 2003               | 4. Mai 2006                           | Karl Zwicky        | Denise Morgan                 |
| 74         | 30        | Gegen die Zeit                  | Turbulence                  | 29. Okt. 2003               | 5. Mai 2006                           | Karl Zwicky        | Lily Taylor & Sarah Smith     |

## Staffel 4
Die Erstausstrahlung der vierten Staffel war vom 11. Februar bis zum 24. November 2004 auf dem australischen Sender Nine Network zu sehen. Die deutschsprachige Erstausstrahlung strahlte der deutsche Free-TV-Sender VOX vom 8. Mai bis zum 23. Juni 2006 aus.
| Nr. (ges.) | Nr. (St.) | Deutscher Titel        | Originaltitel             | Erstausstrahlung Australien | Deutschsprachige Erstausstrahlung (D) | Regie              | Drehbuch                       |
| ---------- | --------- | ---------------------- | ------------------------- | --------------------------- | ------------------------------------- | ------------------ | ------------------------------ |
| 75         | 1         | Buschfeuer             | Out Of The Ashes          | 11. Feb. 2004               | 8. Mai 2006                           | Chris Martin Jones | Dave Warner & Alexa Wyatt      |
| 76         | 2         | Pokerface              | Double Dealing            | 18. Feb. 2004               | 9. Mai 2006                           | Geoff Bennett      | Carol Williams                 |
| 77         | 3         | Wer ist Jack?          | Jack Of All Shades        | 25. Feb. 2004               | 10. Mai 2006                          | Chris Martin-Jones | Murray Oliver & Sarah Smith    |
| 78         | 4         | Kuhhandel              | Day Of Reckoning          | 3. März 2004                | 11. Mai 2006                          | Geoff Bennett      | Denise Morgan                  |
| 79         | 5         | Der Trinker            | Great Expectations        | 10. März 2004               | 12. Mai 2006                          | Jessica Hobbs      | Chris Hawkshaw                 |
| 80         | 6         | Retter in der Not      | Game Of Chance            | 17. März 2004               | 15. Mai 2006                          | Jessica Hobbs      | Sally Webb                     |
| 81         | 7         | Dammbruch              | When Sparks Fly           | 24. März 2004               | 16. Mai 2006                          | Ray Quint          | Chris McCourt                  |
| 82         | 8         | Alte Liebe             | Show Of Love              | 31. März 2004               | 17. Mai 2006                          | Ray Quint          | Margaret Wilson                |
| 83         | 9         | Muttergefühle          | Father’s Day              | 14. Apr. 2004               | 18. Mai 2006                          | Geoff Bennett      | Alexa Wyatt & Hadass Segal     |
| 84         | 10        | Der Brunnen            | Flesh And Blood           | 21. Apr. 2004               | 19. Mai 2006                          | Geoff Bennett      | Alexa Wyatt & Lily Taylor      |
| 85         | 11        | Nackt                  | Fool For Love             | 28. Apr. 2004               | 22. Mai 2006                          | Roger Dowling      | Dave Warner                    |
| 86         | 12        | Das gestohlene Vieh    | Make Or Break             | 5. Mai 2004                 | 23. Mai 2006                          | Roger Dowling      | Giula Sandler                  |
| 87         | 13        | Eine zweite Chance     | Second Chance             | 12. Mai 2004                | 24. Mai 2006                          | Ali Ali            | Denise Morgan                  |
| 88         | 14        | Fehlstart              | Call Me Kate              | 19. Mai 2004                | 26. Mai 2006                          | Ali Ali            | Chris McCourt                  |
| 89         | 15        | Ein verrückter Tag     | Desperate & Dateless      | 14. Juli 2004               | 29. Mai 2006                          | Geoff Bennett      | Alana Valentine & Hadass Segal |
| 90         | 16        | Entflammt              | Magnetic Attraction       | 21. Juli 2004               | 30. Mai 2006                          | Geoff Bennett      | Max Dann                       |
| 91         | 17        | Heiß begehrt           | Every Breath You Take     | 28. Juli 2004               | 31. Mai 2006                          | Karl Zwicky        | Giula Sandler                  |
| 92         | 18        | Seuchengefahr          | My Brother’s Keeper       | 4. Aug. 2004                | 1. Juni 2006                          | Karl Zwicky        | Dave Warner                    |
| 93         | 19        | Vergiftet              | Saturn Returns            | 11. Aug. 2004               | 2. Juni 2006                          | Chris Martin Jones | Claire Haywood                 |
| 94         | 20        | Dunkle Geschäfte       | Friendly Fire             | 1. Sep. 2004                | 6. Juni 2006                          | Chris Martin Jones | Denise Morgan                  |
| 95         | 21        | Hindernisse            | Secrets And Lies          | 8. Sep. 2004                | 7. Juni 2006                          | Arnie Custo        | Sue Hore & Hadass Segal        |
| 96         | 22        | Verraten und verkauft  | For Love Or Money         | 15. Sep. 2004               | 8. Juni 2006                          | Arnie Custo        | Michaeley O'Brien              |
| 97         | 23        | Tiefe Wasser           | Dangerous Waters          | 22. Sep. 2004               | 9. Juni 2006                          | Richard Jasek      | Sally Webb                     |
| 98         | 24        | Feuerteufel            | Where There’s Fire        | 29. Sep. 2004               | 12. Juni 2006                         | Richard Jasek      | Chris Phillips & Fin Edquist   |
| 99         | 25        | Auf schwankendem Boden | Trembling On The Brink    | 6. Okt. 2004                | 13. Juni 2006                         | Chris Martin Jones | Chris McCourt                  |
| 100        | 26        | Für immer und ewig     | This Moment Forward       | 13. Okt. 2004               | 14. Juni 2006                         | Chris Martin Jones | Chris Hawkshaw                 |
| 101        | 27        | Zeit der Bewährung     | Something To Prove        | 20. Okt. 2004               | 15. Juni 2006                         | Ray Quint          | Giula Sandler                  |
| 102        | 28        | Viel Lärm um nichts    | My House Is Your House    | 27. Okt. 2004               | 19. Juni 2006                         | Ray Quint          | Hadass Segal                   |
| 103        | 29        | Gestatten, McLeod!     | A McLeod Daughter         | 3. Nov. 2004                | 20. Juni 2006                         | Arnie Custo        | Lily Taylor & Dave Warner      |
| 104        | 30        | Der Pferdeflüsterer    | The Things We Do For Love | 10. Nov. 2004               | 21. Juni 2006                         | Arnie Custo        | Chris Phillips & Fin Edquist   |
| 105        | 31        | Ein schwerer Schlag    | Love Interrupted          | 17. Nov. 2004               | 22. Juni 2006                         | Karl Zwicky        | Alexa Wyatt                    |
| 106        | 32        | Gebranntes Kind        | Twice Bitten              | 24. Nov. 2004               | 23. Juni 2006                         | Karl Zwicky        | Sarah Smith                    |

## Staffel 5
Die Erstausstrahlung der fünften Staffel war vom 9. Februar bis zum 30. November 2005 auf dem australischen Sender Nine Network zu sehen. Die deutschsprachige Erstausstrahlung strahlte der deutsche Free-TV-Sender VOX vom 26. Juni bis zum 8. August 2006 aus.
| Nr. (ges.) | Nr. (St.) | Deutscher Titel             | Originaltitel                  | Erstausstrahlung Australien | Deutschsprachige Erstausstrahlung (D) | Regie              | Drehbuch                       |
| ---------- | --------- | --------------------------- | ------------------------------ | --------------------------- | ------------------------------------- | ------------------ | ------------------------------ |
| 107        | 1         | Gemischte Gefühle           | No Man’s Land                  | 9. Feb. 2005                | 26. Juni 2006                         | Richard Jasek      | Chris McCourt                  |
| 108        | 2         | Auszeit                     | Little White Lies              | 16. Feb. 2005               | 27. Juni 2006                         | Richard Jasek      | Rick Held                      |
| 109        | 3         | Funkstille                  | Rules Of Disengagement         | 23. Feb. 2005               | 28. Juni 2006                         | Steve Jodrell      | Kym Goldsworthy                |
| 110        | 4         | Letzte Rettung              | Once Were Heroes               | 2. März 2005                | 29. Juni 2006                         | Chris Martin-Jones | Denise Morgan                  |
| 111        | 5         | Pocken-Alarm                | Return Of The Black Queen      | 9. März 2005                | 30. Juni 2006                         | Steve Jodrell      | Sarah Smith                    |
| 112        | 6         | Lug und Betrug              | Do You Read Me …?              | 16. März 2005               | 3. Juli 2006                          | Arnie Custo        | Meg Mappin                     |
| 113        | 7         | Auf dem Holzweg             | Taking Care Of Business        | 6. Apr. 2005                | 4. Juli 2006                          | Chris Martin-Jones | Sally Webb                     |
| 114        | 8         | Wandertag                   | Old Flames                     | 13. Apr. 2005               | 5. Juli 2006                          | Arnie Custo        | Hadass Segal                   |
| 115        | 9         | Blondinen bevorzugt         | Body Blows                     | 20. Apr. 2005               | 6. Juli 2006                          | Ray Qunit          | Kym Goldsworthy                |
| 116        | 10        | Schweres Erbe               | Sins Of The Father             | 27. Apr. 2005               | 7. Juli 2006                          | Ray Quint          | Chris McCourt                  |
| 117        | 11        | Heiße Ware                  | Boy Made Good                  | 4. Mai 2005                 | 10. Juli 2006                         | Chris Martin-Jones | Denise Morgan                  |
| 118        | 12        | Unter Druck                 | The Pearl                      | 11. Mai 2005                | 11. Juli 2006                         | Chris Martin-Jones | Giula Sandler                  |
| 119        | 13        | Am Abgrund                  | The Prodigal Daughter          | 18. Mai 2005                | 12. Juli 2006                         | Richard Jasek      | Elizabeth Coleman              |
| 120        | 14        | Alte Wunden                 | Love And Obsession             | 18. Juli 2005               | 13. Juli 2006                         | Richard Jasek      | Blake Ayshford                 |
| 121        | 15        | Picknick                    | One Long Long Day              | 27. Juli 2005               | 14. Juli 2006                         | Kevin Carlin       | Dave Warner                    |
| 122        | 16        | Böses Erwachen              | Down To Earth                  | 3. Aug. 2005                | 17. Juli 2006                         | Kevin Carlin       | Fin Edquist                    |
| 123        | 17        | Goldrausch                  | Heart Of Gold                  | 10. Aug. 2005               | 18. Juli 2006                         | Chris Martin-Jones | Chris Phillips & Chris McCourt |
| 124        | 18        | Wurm drin!                  | Taking Flight                  | 17. Aug. 2005               | 19. Juli 2006                         | Chris Martin-Jones | Sally Webb                     |
| 125        | 19        | Mörderjagd                  | Make Believe                   | 24. Aug. 2005               | 20. Juli 2006                         | Richard Jasek      | Michaeley O'Brien              |
| 126        | 20        | Sturmwarnung                | Heaven And Earth               | 31. Aug. 2005               | 21. Juli 2006                         | Richard Jasek      | Rick Held                      |
| 127        | 21        | Versprochen ist versprochen | Moonstruck                     | 7. Sep. 2005                | 24. Juli 2006                         | Arnie Custo        | Giula Sandler                  |
| 128        | 22        | Trockenzeit                 | If You Build It                | 14. Sep. 2005               | 25. Juli 2006                         | Arnie Custo        | Andrew Kelly                   |
| 129        | 23        | Mutterliebe                 | Out Of Time                    | 21. Sep. 2005               | 26. Juli 2006                         | Chris Martin-Jones | Kym Goldsworthy                |
| 130        | 24        | Bittere Wahrheit            | Betwixt And Between            | 5. Okt. 2005                | 27. Juli 2006                         | Chris Martin-Jones | Denise Morgan                  |
| 131        | 25        | Aus heiterem Himmel         | Truth Or Dare                  | 12. Okt. 2005               | 28. Juli 2006                         | Steve Jodrell      | Chris McCourt                  |
| 132        | 26        | Die Erbschaft               | The King And I                 | 19. Okt. 2005               | 31. Juli 2006                         | Steve Jodrell      | Margaret Wilson                |
| 133        | 27        | Entwurzelt                  | Intentions                     | 26. Okt. 2005               | 1. Aug. 2006                          | Arnie Custo        | Lily Taylor                    |
| 134        | 28        | Gefährliche Visionen        | Stranger Than Fiction          | 2. Nov. 2005                | 2. Aug. 2006                          | Arnie Custo        | Alexa Wyatt                    |
| 135        | 29        | Tragische Umstände          | Twelve And A Half Hours Behind | 9. Nov. 2005                | 3. Aug. 2006                          | Chris Martin-Jones | Dave Warner                    |
| 136        | 30        | Jahrestag                   | Anniversary                    | 16. Nov. 2005               | 4. Aug. 2006                          | Chris Martin-Jones | Dave Warner                    |
| 137        | 31        | Das Vermächtnis             | Body And Soul                  | 23. Nov. 2005               | 7. Aug. 2006                          | Steve Jodrell      | Fin Edquist                    |
| 138        | 32        | Feueralarm                  | New Beginnings                 | 30. Nov. 2005               | 8. Aug. 2006                          | Steve Jodrell      | Kym Goldsworthy & Sarah Duffy  |

## Staffel 6
Die Erstausstrahlung der sechsten Staffel war vom 15. Februar bis zum 29. November 2006 auf dem australischen Sender Nine Network zu sehen. Die deutschsprachige Erstausstrahlung strahlte der deutsche Free-TV-Sender VOX vom 17. Januar bis zum 1. März 2007 aus.
| Nr. (ges.) | Nr. (St.) | Deutscher Titel           | Originaltitel                | Erstausstrahlung Australien | Deutschsprachige Erstausstrahlung (D) | Regie         | Drehbuch                        |
| ---------- | --------- | ------------------------- | ---------------------------- | --------------------------- | ------------------------------------- | ------------- | ------------------------------- |
| 139        | 1         | Die Aussprache            | Lost and Found               | 15. Feb. 2006               | 17. Jan. 2007                         | Arnie Custo   | Chris McCourt                   |
| 140        | 2         | Sieg der Liebe            | Truth Hurts                  | 22. Feb. 2006               | 18. Jan. 2007                         | Richard Jasek | Andrew Kelly                    |
| 141        | 3         | Giftige Rache             | Kiss Of Death                | 1. März 2006                | 19. Jan. 2007                         | Arnie Custo   | Sally Webb                      |
| 142        | 4         | Das Ultimatum             | Luck Be A Lady               | 8. März 2006                | 22. Jan. 2007                         | Richard Jasek | Rick Held                       |
| 143        | 5         | Ein großer Schritt        | The Real McLeod              | 29. März 2006               | 23. Jan. 2007                         | Declan Eames  | Chris Hawkshaw                  |
| 144        | 6         | Sturz in die Tiefe        | The Calling                  | 5. Apr. 2006                | 24. Jan. 2007                         | Declan Eames  | Fin Edquist                     |
| 145        | 7         | Die Rückkehr              | What Lies Beneath            | 26. Apr. 2006               | 25. Jan. 2007                         | Grant Brown   | Tracey Trinder                  |
| 146        | 8         | Wo das Herz schlägt       | Where The Heart Is           | 3. Mai 2006                 | 26. Jan. 2007                         | Grant Brown   | Margaret Wilson                 |
| 147        | 9         | Auf Leben und Tod         | Deliver Us From Evil         | 10. Mai 2006                | 29. Jan. 2007                         | Richard Jasek | Nick Stevens                    |
| 148        | 10        | Kahlfraß                  | The Big Commitment           | 17. Mai 2006                | 30. Jan. 2007                         | Richard Jasek | Chris Hawkshaw                  |
| 149        | 11        | Bittere Pillen            | Biting The Bullet            | 31. Mai 2006                | 31. Jan. 2007                         | Arnie Custo   | Sarah Duffy                     |
| 150        | 12        | Trauzeuge gesucht         | Second Best                  | 7. Juni 2006                | 1. Feb. 2007                          | Arnie Custo   | Sally Webb                      |
| 151        | 13        | Tod am Steuer             | The Trouble With Harry       | 14. Juni 2006               | 2. Feb. 2007                          | Steve Jodrell | Elizabeth Coleman               |
| 152        | 14        | Vergeben und vergessen    | The Legend Of Harry Ryan     | 21. Juni 2006               | 5. Feb. 2007                          | Richard Jasek | Rick Held                       |
| 153        | 15        | Scherereien               | Second Chances               | 12. Juli 2006               | 6. Feb. 2007                          | Steve Jodrell | Tracey Trinder                  |
| 154        | 16        | Dunkler Fleck             | Secrets And Lies             | 19. Juli 2006               | 7. Feb. 2007                          | Richard Jasek | Margaret Wilson                 |
| 155        | 17        | Ausverkauf                | The Life Of Riley            | 26. Juli 2006               | 8. Feb. 2007                          | Arnie Custo   | Fin Edquist                     |
| 156        | 18        | Wilde Pferde              | Wild Horses                  | 2. Aug. 2006                | 9. Feb. 2007                          | Declan Eames  | Mardi McConnochie               |
| 157        | 19        | Feuertaufe                | The Great Temptation         | 9. Aug. 2006                | 12. Feb. 2007                         | Declan Eames  | Dave Warner                     |
| 158        | 20        | Die Last der Beweise      | Suspicious Minds             | 16. Aug. 2006               | 13. Feb. 2007                         | Arnie Custo   | Nick Stevens                    |
| 159        | 21        | Mordverdacht              | Days Of Reckoning            | 23. Aug. 2006               | 14. Feb. 2007                         | Steve Jodrell | Samantha Winston                |
| 160        | 22        | Mit den Waffen einer Frau | Scratch The Surface          | 20. Sep. 2006               | 15. Feb. 2007                         | Steve Jodrell | Blake Ayshford                  |
| 161        | 23        | Unerwarteter Beistand     | For Better Or Worse          | 27. Sep. 2006               | 16. Feb. 2007                         | Richard Jasek | Rick Held                       |
| 162        | 24        | Henkersmahlzeit           | The Eleventh Hour            | 4. Okt. 2006                | 19. Feb. 2007                         | Richard Jasek | Margaret Wilson                 |
| 163        | 25        | Altes Unrecht             | Old Wrongs                   | 11. Okt. 2006               | 20. Feb. 2007                         | Steve Jodrell | Sally Webb & Sarah Duffy        |
| 164        | 26        | Zarte Bande               | Handle With Care             | 18. Okt. 2006               | 21. Feb. 2007                         | Steve Jodrell | James Walker                    |
| 165        | 27        | Überraschung!             | Guess Who’s Coming To Dinner | 25. Okt. 2006               | 22. Feb. 2007                         | Andrew Prowse | Sarah Duffy & Chris McCourt     |
| 166        | 28        | Auf Distanz               | One Perfect Day              | 1. Nov. 2006                | 23. Feb. 2007                         | Andrew Prowse | Alexa Wyatt                     |
| 167        | 29        | Der Liebestest            | Winners And Losers           | 8. Nov. 2006                | 26. Feb. 2007                         | Declan Eames  | Tracey Trinder                  |
| 168        | 30        | Vergiftete Erde           | Damage Control               | 15. Nov. 2006               | 27. Feb. 2007                         | Declan Eames  | Jane Allen                      |
| 169        | 31        | Fernweh                   | Risk                         | 22. Nov. 2006               | 28. Feb. 2007                         | Arnie Custo   | Chris McCourt & Margaret Wilson |
| 170        | 32        | Happy End                 | Twenty Questions             | 29. Nov. 2006               | 1. März 2007                          | Arnie Custo   | Chris Hawkshaw                  |

## Staffel 7
Die Erstausstrahlung der siebten Staffel war vom 7. Februar bis zum 17. Oktober 2007 auf dem australischen Sender Nine Network zu sehen. Die deutschsprachige Erstausstrahlung strahlte der deutsche Free-TV-Sender VOX vom 20. August bis zum 2. Oktober 2008 aus.
| Nr. (ges.) | Nr. (St.) | Deutscher Titel           | Originaltitel                       | Erstausstrahlung Australien | Deutschsprachige Erstausstrahlung (D) | Regie         | Drehbuch                        |
| ---------- | --------- | ------------------------- | ----------------------------------- | --------------------------- | ------------------------------------- | ------------- | ------------------------------- |
| 171        | 1         | Rachsucht                 | Second Chances                      | 7. Feb. 2007                | 20. Aug. 2008                         | Arnie Custo   | Nick Stevens & Jane Allen       |
| 172        | 2         | Duell                     | All The Wrong Places                | 14. Feb. 2007               | 21. Aug. 2008                         | Arnie Custo   | Michaeley O'Brien & Sarah Duffy |
| 173        | 3         | Fesseln der Vergangenheit | Digging Up The Past                 | 21. Feb. 2007               | 22. Aug. 2008                         | Richard Jasek | Margaret Wilson                 |
| 174        | 4         | Blutsbande                | Thicker Than Water                  | 28. Feb. 2007               | 25. Aug. 2008                         | Richard Jasek | Jane Allen & Justine Gillmer    |
| 175        | 5         | Aus dem Jenseits          | Reaching Out                        | 7. März 2007                | 26. Aug. 2008                         | Andrew Prowse | Chris McCourt                   |
| 176        | 6         | Entscheidung aus Liebe    | Returned Favour                     | 14. März 2007               | 27. Aug. 2008                         | Andrew Prowse | Chris Hawkshaw                  |
| 177        | 7         | Die Explosion             | Of Hearts And Hunters               | 21. März 2007               | 28. Aug. 2008                         | Richard Jasek | Nick Stevens                    |
| 178        | 8         | Ein neues Leben           | Climb Every Mountain                | 11. Apr. 2007               | 29. Aug. 2008                         | Richard Jasek | Michaeley O'Brien               |
| 179        | 9         | Blondes Gift              | Sisters Are Doing It For Themselves | 18. Apr. 2007               | 1. Sep. 2008                          | Grant Brown   | Margaret Wilson                 |
| 180        | 10        | Antrag auf Umwegen        | Rules Of Engagement                 | 25. Apr. 2007               | 2. Sep. 2008                          | Grant Brown   | Jane Allen                      |
| 181        | 11        | Die Falle                 | Bloodlines                          | 2. Mai 2007                 | 3. Sep. 2008                          | Declan Eames  | Jane Allen                      |
| 182        | 12        | Sture Böcke               | Warts And All                       | 9. Mai 2007                 | 4. Sep. 2008                          | Declan Eames  | Chris McCourt                   |
| 183        | 13        | Giftmüll                  | Conflicts Of Interest               | 16. Mai 2007                | 5. Sep. 2008                          | Arnie Custo   | James Walker                    |
| 184        | 14        | Unter Protest             | Flesh And Stone                     | 30. Mai 2007                | 8. Sep. 2008                          | Arnie Custo   | Chris Hawkshaw                  |
| 185        | 15        | Krieg und Liebe           | All’s Fair In Love And War          | 6. Juni 2007                | 9. Sep. 2008                          | Steve Jodrell | Jane Allen                      |
| 186        | 16        | Hochzeit auf Umwegen      | Ever After                          | 20. Juni 2007               | 10. Sep. 2008                         | Steve Jodrell | Margaret Wilson                 |
| 187        | 17        | Die zehn Plagen           | Grace Under Fire                    | 27. Juni 2007               | 11. Sep. 2008                         | Grant Brown   | Sarah Smith                     |
| 188        | 18        | Böses Blut                | Gift Horse                          | 11. Juli 2007               | 12. Sep. 2008                         | Arnie Custo   | Anthony Ellis                   |
| 189        | 19        | In der Falle              | Hot Water                           | 18. Juli 2007               | 15. Sep. 2008                         | Arnie Custo   | James Walker                    |
| 190        | 20        | Bodenlos                  | Leaving The Nest                    | 25. Juli 2007               | 16. Sep. 2008                         | Declan Eames  | Chris Hawkshaw                  |
| 191        | 21        | Der Schutzengel           | Spark From Heaven                   | 1. Aug. 2007                | 17. Sep. 2008                         | Declan Eames  | Chris Hawkshaw                  |
| 192        | 22        | Mut der Verzweiflung      | The Courage Within                  | 8. Aug. 2007                | 18. Sep. 2008                         | Declan Eames  | Chris McCourt                   |
| 193        | 23        | Zwischen zwei Stühlen     | Divided We Stand                    | 15. Aug. 2007               | 19. Sep. 2008                         | Richard Jasek | Jane Allen & Tracey Trinder     |
| 194        | 24        | Auf der Lauer             | On The Prowl                        | 22. Aug. 2007               | 22. Sep. 2008                         | Richard Jasek | Margaret Wilson                 |
| 195        | 25        | Feuer und Flamme          | Fanning The Flames                  | 29. Aug. 2007               | 23. Sep. 2008                         | Nick Bufalo   | Anthony Ellis                   |
| 196        | 26        | Gift im Spiel             | My Enemy, My Friend                 | 5. Sep. 2007                | 24. Sep. 2008                         | Nick Bufalo   | Justine Gillmer                 |
| 197        | 27        | Arme Ritter               | Knight In Shining Armor             | 12. Sep. 2007               | 25. Sep. 2008                         | Grant Brown   | Greg Millin                     |
| 198        | 28        | Schlag auf Schlag         | The Short Cut                       | 19. Sep. 2007               | 26. Sep. 2008                         | Grant Brown   | Alexa Wyatt                     |
| 199        | 29        | Süchtig                   | Seeing Is Believing                 | 26. Sep. 2007               | 29. Sep. 2008                         | Arnie Custo   | Jane Allen                      |
| 200        | 30        | Strandparty               | Second Chances                      | 3. Okt. 2007                | 30. Sep. 2008                         | Arnie Custo   | Chris Hawkshaw                  |
| 201        | 31        | Eiszeit                   | Mixed Messages                      | 10. Okt. 2007               | 1. Okt. 2008                          | Richard Jasek | Sarah Duffy                     |
| 202        | 32        | Stille Nacht              | Silent Night                        | 17. Okt. 2007               | 2. Okt. 2008                          | Richard Jasek | Chris McCourt                   |

## Staffel 8
Die Erstausstrahlung der achten Staffel war vom 23. Juli 2008 bis zum 29. Januar 2009 auf dem australischen Sender Nine Network zu sehen. Die deutschsprachige Erstausstrahlung strahlte der deutsche Free-TV-Sender VOX vom 6. Oktober bis zum 4. November 2008 aus.
| Nr. (ges.) | Nr. (St.) | Deutscher Titel                      | Originaltitel                     | Erstausstrahlung Australien | Deutschsprachige Erstausstrahlung (D) | Regie         | Drehbuch                        |
| ---------- | --------- | ------------------------------------ | --------------------------------- | --------------------------- | ------------------------------------- | ------------- | ------------------------------- |
| 203        | 1         | Stürmische Zeiten                    | Aftermath                         | 23. Juli 2008               | 6. Okt. 2008                          | Arnie Custo   | Margaret Wilson                 |
| 204        | 2         | Verschüttet                          | The Pitfalls Of Love              | 30. Juli 2008               | 7. Okt. 2008                          | Arnie Custo   | Nick Stevens                    |
| 205        | 3         | Wilde Zeiten                         | Wild Ride                         | 6. Aug. 2008                | 8. Okt. 2008                          | Steve Mann    | James Walker                    |
| 206        | 4         | Auf den Hund gekommen                | Nowhere To Hide                   | 6. Dez. 2008                | 9. Okt. 2008                          | Steve Mann    | Sarah Duffy                     |
| 207        | 5         | Mundraub                             | Stand By Me                       | 13. Dez. 2008               | 10. Okt. 2008                         | Richard Jasek | Sam Carroll                     |
| 208        | 6         | Ein schwarzer Tag                    | Close Enough to Touch             | 13. Dez. 2008               | 13. Okt. 2008                         | Richard Jasek | Christopher D. Hawkshaw         |
| 209        | 7         | Trauerarbeit                         | Bringing Up Wombat                | 20. Dez. 2008               | 14. Okt. 2008                         | Ian Watson    | Greg Millin & Justine Gillmer   |
| 210        | 8         | Der falsche Koffer                   | Three Sisters                     | 20. Dez. 2008               | 15. Okt. 2008                         | Ian Watson    | Chris Corbett                   |
| 211        | 9         | Verdammt                             | Damned                            | 27. Dez. 2008               | 16. Okt. 2008                         | Arnie Custo   | Peter Dick                      |
| 212        | 10        | Erstes Lächeln                       | Mother Love                       | 27. Dez. 2008               | 17. Okt. 2008                         | Arnie Custo   | Sally Webb                      |
| 213        | 11        | Angestaut                            | Bright Lights, Big Trouble        | 3. Jan. 2009                | 20. Okt. 2008                         | Grant Brown   | Liz Doran & Jane Allen          |
| 214        | 12        | Der Anschlag                         | Love and Let Die                  | 3. Jan. 2009                | 21. Okt. 2008                         | Grant Brown   | Nick Stevens & Alexa Wyatt      |
| 215        | 13        | Hundeleben                           | A Dogs Life                       | 10. Jan. 2009               | 22. Okt. 2008                         | Steve Mann    | Justine Gillmer                 |
| 216        | 14        | Traumprinz                           | My Prince Will Come               | 10. Jan. 2009               | 23. Okt. 2008                         | Steve Mann    | Michaeley O'Brien               |
| 217        | 15        | Ballgeflüster                        | Snogging Frogs                    | 17. Jan. 2009               | 24. Okt. 2008                         | Richard Jasek | Christopher D. Hawkshaw         |
| 218        | 16        | Böse Zungen                          | The Merry Widow                   | 17. Jan. 2009               | 27. Okt. 2008                         | Richard Jasek | Sarah Duffy                     |
| 219        | 17        | Geteilter Schmerz                    | Show Pony                         | 17. Jan. 2009               | 28. Okt. 2008                         | Arnie Custo   | Chris Corbett                   |
| 220        | 18        | Hartnäckig                           | Every Move You Make               | 17. Jan. 2009               | 29. Okt. 2008                         | Arnie Custo   | Jane Allen                      |
| 221        | 19        | Falsche Fährte                       | Into Thin Air                     | 24. Jan. 2009               | 30. Okt. 2008                         | Steve Mann    | Hamilton Budd & Justine Gillmer |
| 222        | 20        | The Show Must Go On                  | The Show Must Go On               | 24. Jan. 2009               | 31. Okt. 2008                         | Steve Mann    | John Ridley                     |
| 223        | 21        | Die Futterkrise – Teil 1             | Into The Valley Of The Shadow (1) | 29. Jan. 2009               | 3. Nov. 2008                          | Richard Jasek | Michaeley O'Brien               |
| 224        | 22        | Zwischen Gestern und Morgen – Teil 2 | The Long Paddock (2)              | 29. Jan. 2009               | 4. Nov. 2008                          | Richard Jasek | Alexa Wyatt                     |